# 1er régiment de grenadiers de la Garde « empereur Alexandre »
Pour les articles homonymes, voir 1er régiment.

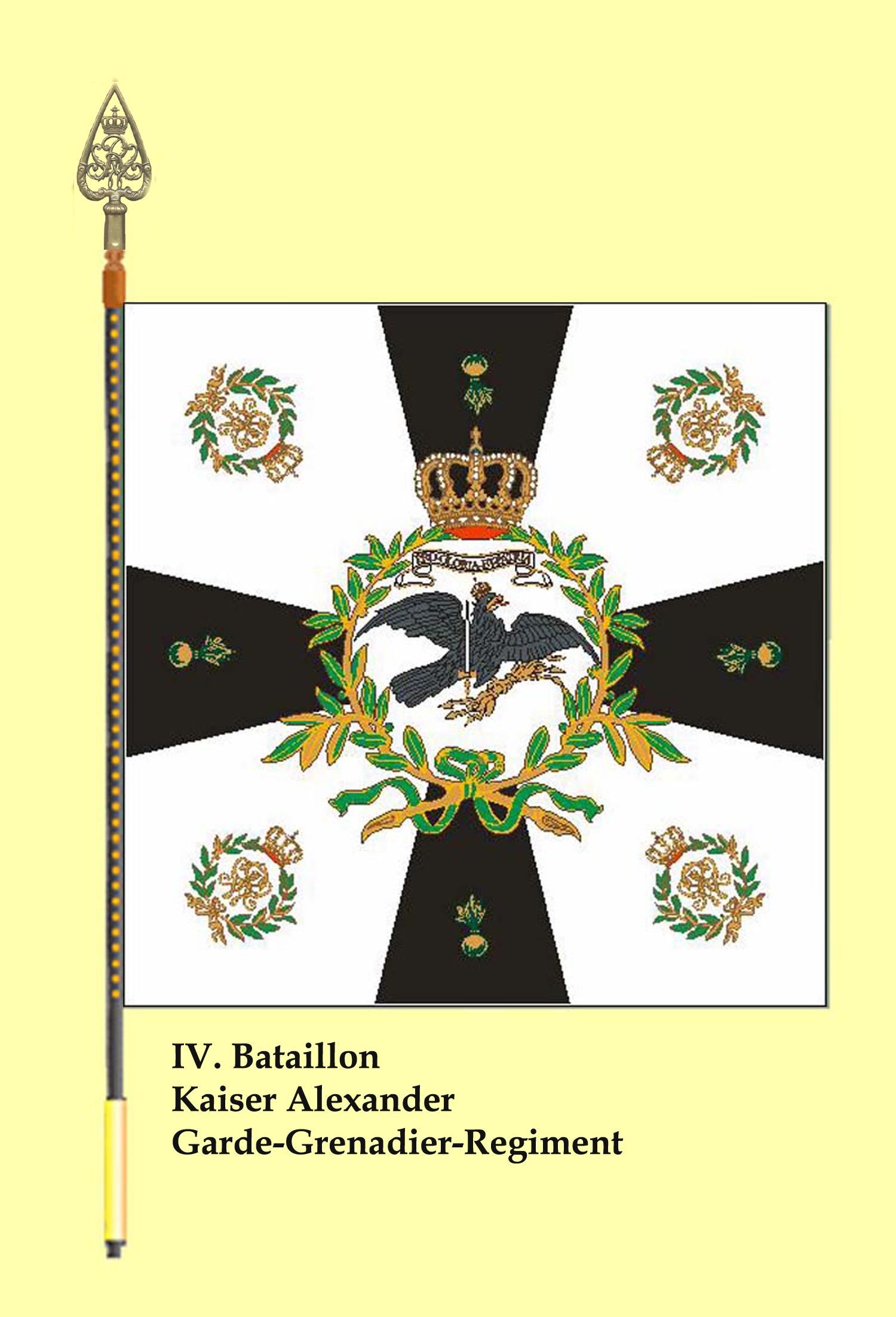
Drapeau du 4e (Demi) bataillon

Le 1er régiment de grenadiers de la Garde « empereur Alexandre » (Kaiser Alexander Garde-Grenadier-Regiment Nr. 1 également Alexandriner ou Alexander-Regiment) est l'un des régiments avec la plus ancienne tradition de l'armée prussienne. Cette tradition dure depuis le 1er mai 1626, lorsque l'électeur Georges-Guillaume Ier de Brandebourg fonde le régiment prédécesseur de 3 000 hommes du colonel Hildebrand von Kracht, jusqu'au 8 mai 1945, lorsque, avec la reddition inconditionnelle de la Wehrmacht, le régiment alexandrin traditionnel, le 67e régiment de grenadiers « Generaloberst von Seeckt », est dissous.

## Histoire
En octobre 1814, un AKO est émis pour former deux régiments de grenadiers. L'un d'eux est le régiment Alexandre. Il est formé à partir du bataillon de grenadiers du Corps (du 8e régiment de grenadiers ; ancienne désignation: 1er régiment d'infanterie brandebourgeois, 1er bataillon de grenadiers prussien-oriental (de la brigade prussienne-orientale; désignation jusqu'au 7 septembre 1807: bataillon v. Schlieffen) et le 2e bataillon de grenadiers prussien-oriental (de la brigade prussienne-occidentale; désignation jusqu'au 7 septembre 1807: bataillon v. Fabecky). Le régiment est fondé le 14 octobre 1814. Lorsque l'armée prussienne est rétablie après la campagne d'Allemagne, seules sont utilisées les tribus et les formations de l'ancienne armée qui ont bien combattus en 1806 et ont fait leurs preuves dans les guerres napoléoniennes. Le 1er bataillon est formé à partir du bataillon Waldenfels, connu depuis le siège de Colberg en 1807, le 2e et le 3e des plus anciens régiments de l'armée brandebourgeoise / prussienne. La tête du régiment est donnée au tsar de Russie. En octobre 1814, le régiment est nommé «régiment de grenadiers « empereur Alexandre ». La liste des officiers d'octobre 1814 comprend 59 noms, dont 14 civils. 40 officiers, presque tous civils, sont honorés de la croix de fer 2e classe, trois de la 1re classe et cinq de l'ordre Pour le Mérite. Le 18 février 1820, le régiment reçoit le grade de Garde. Le changement de nom a lieu le 14 juillet 1860 avec le nom : 1er régiment de grenadiers de la Garde « empereur Alexandre ».

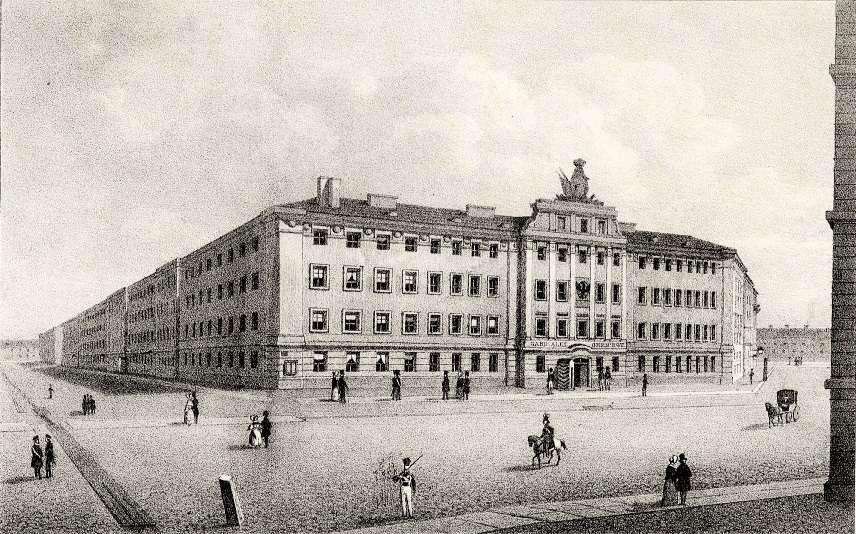
Caserne du régiment à Alexanderstrasse en 1840

Le régiment est en garnison pendant toute la durée de son existence à Berlin. Ses casernes se trouvent initialement dans la caserne d'artillerie au 56, Alexanderstraße, construite avant 1772, près de l'Alexanderplatz. À partir de 1848, on rapporte que les membres du bataillon de fusiliers sont logés dans des quartiers privés à proximité de la caserne. Comme l'ancienne caserne est déjà insuffisante au XIXe siècle, les unités du régiment doivent être distribuées à d'autres endroits de Berlin. La caserne d'artillerie de Kupfergraben, construite en 1773 par Johann Boumann, est démolie et de 1898 à 1901 sous la direction de l'agent de construction Wieczorek et le maître d'œuvre du gouvernement Julius Boethke, de nouveaux bâtiments sont construits des deux côtés de la Prinz-Friedrich-Karl-Strasse nouvellement aménagée (aujourd'hui Geschwister-Scholl-Strasse), sur Weidendamm et sur Kupfergraben, dans lesquelles des parties du régiment emménagent. L'ancienne caserne d'Alexanderstraße est restée jusqu'en 1919.
L'Armée nationale populaire de la RDA nomme le complexe de casernes après Friedrich Engels, qui a fait son service militaire en tant que volontaire d'un an en 1841 avec la brigade d'artillerie de la Garde au 1-3 Am Weidendamm. Le régiment de Garde de la NVA y est localisé jusqu'en 1990. Aujourd'hui, le complexe des casernes fait partie des cours de musée du Musée historique allemand (DHM) et des musées d'État de Berlin - Patrimoine culturel prussien. D'autres bâtiments sont utilisés par l'Université Humboldt de Berlin. Le terrain de parade du régiment Alexandre, populairement connu sous le nom de "Alter Exer", est situé sur la Schönhauser Allee dans le quartier berlinois de Prenzlauer Berg, où le Hertha BSC joue ses premiers matchs jusqu'en 1905. Aujourd'hui se trouve ici le Friedrich-Ludwig-Jahn-Sportpark.
Le tout premier défilé de gardes au son d'une musique de tintement devant la "Neue Wache" de Schinkel a lieu le 18 septembre 1818 à l'occasion de la visite du chef du régiment, le tsar Alexandre de Russie.

### Révolution de Mars
Dans les combats de rue pendant la révolution de mars à Berlin, un premier lieutenant et trois grenadiers sont tués. On ne sait pas si et combien de citoyens de Berlin sont victimes de l'intervention armée du régiment. Le 23 avril 1848 (le bataillon de fusiliers est déployé), deux lieutenants et trois fusiliers meurent près de Schleswig. Du 5 au 9 mai 1849, le régiment (1er bataillon et bataillon de fusiliers) est déployé à Dresde dans des combats de rue. Deux lieutenants et deux fusiliers sont tués. Là encore, il n'y a pas de chiffres sur les morts et les blessés parmi la population civile. Le régiment a pu capturer un canon aux rebelles. Ce canon a ensuite orné un mémorial dans le jardin du mess des officiers à la mémoire de ceux qui sont tombés dans le régiment lors des combats de rue de Dresde.

### Guerre austro-prussienne, 1866
Le régiment combat le 28 juin à Soor et le 3 juillet à Sadowa. À Sadowa, les Alexandrins affronte le régiment autrichien d'Alexandre (2e régiment d'infanterie empereur Alexandre de Russie). Le grenadier Plitzko du régiment de brigade "Elisabeth" capture le drapeau du 2e bataillon autrichien. Le drapeau est installé plus tard à l'église de la Garnison de Potsdam. Les pertes dans cette guerre sont relativement faibles, avec un sergent et sept hommes.

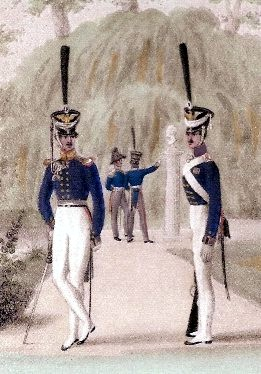
Officier et grenadier, 1824

### Guerre franco-prussienne, 1870/71
Lors de la bataille de la Saint-Privat, le 18 août 1870, 13 officiers sont tués et 14 blessés, dont deux commandants de bataillon. Les équipes ont subi des pertes de 820 hommes (tués et blessés). Ce jour-là, le plus vieux volontaire de cette guerre est également tombé : le sergent Christian Raspe, 10e compagnie, un aubergiste de 53 ans, né dans l'arrondissement de Mansfeld, qui a déjà servi dans le régiment en 1837 et qui a pris sa retraite en tant que semi-invalide en 1848, s'est à nouveau présenté lors de la mobilisation. Il prend part à la marche en France à pied, mais doit être  ensuite dû conduit sur le chariot de la compagnie en raison de douleurs aux pieds. Le jour de la bataille, il insiste pour se battre et reçoit une balle dans la poitrine.
Le régiment n'a aucun autre officier tombé au combat au cours de cette guerre; le nombre de sous-officiers et d'hommes tués n'est pas connu.
Le régiment joue un rôle central dans la capture du Bourget le 30 octobre 1870. Une photo représente le commandant de la 2e division d'infanterie de la Garde, le général de division Rudolph Otto von Budritzki (auparavant aux commandes du régiment) avec le drapeau du 2e bataillon du régiment "Elisabeth", qu'il a arraché au porte-étendard tombant lors de l'assaut. Dans cette attaque, un sous-lieutenant de 23 ans à la tête de la 8e compagnie décide de se battre pour la gare. Déjà décoré de la croix de fer de 2e classe pour Saint-Privat, il reçoit la croix de fer de 1re classe. Quand il est entré à Berlin, il a l'honneur de marcher devant tous les gardes à la tête des 89 drapeaux français capturés et de les déposer devant le monument équestre du roi Frédéric-Guillaume III, qui est inauguré ce jour-là. Pendant la bataille pour l'usine à gaz, le tambour de la 7e compagnie, Friedrich Wilhelm Bümsen, se précipite vers son commandant de compagnie, tambourinant jusqu'à la tempête. Lorsque la peau du tambour éclate, il retourne le tambour et continue à battre. Il est l'un des premiers dans la cour de l'usine à gaz. Il est immortalisé dans les poèmes comme le tambour du «Bourget». Le Figaro achète l'histoire de la revue Daheim et met l'image du tambour sur la première page.
Participation aux batailles:
- 18 août Saint-Privat
- 1er septembre Sedan
- 19 septembre 1870-29 janvier 1871 Encerclement et siège de Paris
- 23 septembre Bataille du Bourget (5e compagnie)
- 30 octobre Le Bourget (1er et 2e bataillons)
- 21 décembre Le Bourget (1er bataillon et bataillon de fusiliers)
- 15 janvier 1871 Le Bourget (1er bataillon et bataillon de fusiliers)
- 15 janvier 1871 Drancy (10e et 11e compagnies)

### Première Guerre mondiale
La participation à la Première Guerre mondiale a lieu au sein de la 2e division de la Garde. Pendant cette guerre, quatre majors sur six et onze capitaines sur 16 tombent; l'un est mort en captivité britannique. Les officiers de réserve du régiment sont principalement recrutés parmi les marchands, les enseignants, les architectes et les avocats et sont tous bourgeois.
Au total, 3 728 membres du régiment sont morts pendant la Première Guerre mondiale, dont 167 officiers (51 dans d'autres unités) et 3 561 sous-officiers et hommes. L'effectif du régiment en temps de paix est de 2 058 hommes.

#### Calendrier de bataille

##### 1914
- Avance sur la Marne, bataille d'Auvelais et de Guise en août
- Bataille de la Marne, batailles défensives près de Reims en septembre
- Arras, Hébuterne d'octobre à janvier 1915

##### 1915
- Repos à Douai janvier / février
- Sommecourt et Hébuterne février à mars
- Repos en Alsace en avril
- Bataille de Tarnow début mai
- Jaroslau mai à juin
- Position à Tuchla et Grodek, Lemberg en juin
- Bataille de Zamość et Krasnostaw en juillet
- Chełm, Lublin, Parczew, Lesna Podlaska fin juillet et août
- Bataille d'automne de l'Artois de septembre à mi-octobre
- Poste à Roye d'octobre 1915 à août 1916

##### 1916
- Fouquescourt en août
- Bataille de la Somme en août / septembre
- Laucourt en septembre / octobre
- Somme d'octobre à janvier 1917

##### 1917
- Derrière le front en janvier / février
- Somme en février à mars
- Repos autour de Vervins mars / avril
- Défense contre l'offensive française de printemps au Chemin des Dames en avril / mai
- Argonne en mai / juin
- Percée en Galicie-Orientale de juin à début août
- Conquête de Riga d'août à début septembre
- Bataille de la Malmaison, septembre / octobre
- Saint-Mihiel d'octobre à janvier 1918

##### 1918
- Metz en janvier à mars
- Arras en mars
- Tête de pont d'Avre à Mailly en mars / mai
- Repos à Landrecies en mai
- Villers-Cotterêts de fin mai à mi-juin
- Repos à Beaurieux-Glennes en juin à mi-juillet
- Seconde bataille de la Marne en juillet
- Repos à Montcornet en août
- Somme en août / septembre
- Ligne Hindenburg en septembre
- Le Catelet et la voie romaine en septembre / octobre
- Flandre d'octobre à début novembre

### Après-guerre
Le 27 novembre 1918, le régiment est démobilisé. Tous les officiers de réserve et les équipes nées avant l'an 1897 sont licenciés et l'entourage du régiment est dissous.
Le 30 novembre 1918, un bataillon de volontaires est mis en place à partir des restes du régiment, qui est promu Gliwice en Silésie pour la patrouille frontalière, afin de sécuriser la frontière orientale allemande, en particulier contre les nationalistes polonais et l'Armée rouge, . Le commandant du bataillon est l'ancien commandant du régiment, le colonel Kundt. Le bataillon prend le relais au cours des quatre mois suivants dans le cadre de la 2e division de la Garde sécurisant la section de Lublinitz. Pendant ce temps, de nombreux volontaires rejoignent le bataillon.
Le 17 avril 1919, le ministre de la Défense du Reich, Gustav Noske (SPD), décide de déployer des associations de la Reichswehr contre «l'Armée rouge» de la République soviétique de Bavière à Munich. Le 24 avril 1919, le bataillon est transféré en Bavière et y arrive le 30 avril 1919 dans la zone de rassemblement au nord de Munich. À Munich, il y a eu parfois de féroces combats de rue, également à l'arme lourde, et de nombreuses victimes des deux côtés. Du bataillon sont tombés le sergent adjoint Lauterbach et le plus jeune grenadier, un volontaire de 16 ans de Lublinitz. Un plus grand nombre de personnes sont blessées. Le 2 mai 1919, les troupes de la République soviétique de Munich sont vaincues. Deux autres soldats sont morts dans des fusillades après la fin du soulèvement.
À la mi-mai, le bataillon est de nouveau déployé auprès de la garde-frontière orientale dans la section de Tarnowitz en Silésie. Après quelques semaines, le bataillon déménage à Fürstenwalde.
Le 1er bataillon du 51e régiment d'infanterie de la Reichswehr est formé à partir du bataillon en juillet 1919. Le bataillon est déployé pendant le putsch de Kapp à Berlin et a pour tâche de désarmer une formation technique armée.
De mai à décembre 1920, le bataillon est réduit à plusieurs reprises et les soldats sont libérés. Le 31 décembre 1920, les insignes du régiment Alexandre sont abandonnés. Les restes du bataillon sont mises en garnison à Spandau-Ruhleben et c'est à partir d'eux que les 9e et 12e compagnies du 9e régiment (prussien) d'infanterie sont formées, qui ont repris la tradition de l'ancien régiment Alexandre dans la Reichswehr le 24 août 1921.
Dans la Wehrmacht, le 3e bataillon du 67e régiment d'infanterie (plus tard le 67e régiment de grenadiers) «Generaloberst von Seeckt» perpétue la tradition. Ici aussi, un pompon avec un bracelet en cuir russe (au lieu d'un ruban en tissu) est traditionnellement porté avec le fusil latéral en souvenir de la bataille de Cassano (1705). De plus, le "Alexander-A" doré avec une couronne est autorisé à être attaché aux échelles de poignée sur le fusil ou le sabre latéral supplémentaire.

## Chefs de régiments
| Nom de famille          | Date                                 |
| ----------------------- | ------------------------------------ |
| Alexandre Ier de Russie | 19 octobre 1814 au 1er décembre 1825 |
| Alexandre II de Russie  | 3 mars 1871 au 13 mars 1881          |
| Alexandre III de Russie | 27 mars 1881 au 1er novembre 1894    |
| Nicolas II de Russie    | à partir du 20 novembre 1894         |

## Commandants
| Grade                       | Nom                                       | Date                                  |
| --------------------------- | ----------------------------------------- | ------------------------------------- |
| Major/Oberstleutnant/Oberst | Karl von Schachtmeyer                     | 14 octobre 1814 au 27 mars 1825       |
| Oberst                      | Friedrich Heinrich Ludwig von Pfuel       | 30 mars 1825 au 26 septembre 1829     |
| Oberst                      | Alexander Trützschler von Falkenstein     | 27 septembre 1829 au 13 janvier 1833  |
| Major/Oberstleutnant/Oberst | Ferdinand von Voß-Buch                    | 14 janvier 1833 au 6 septembre 1840   |
| Oberst                      | Wilhelm von Thümen                        | 7 septembre 1840 au 13 décembre 1841  |
| Oberstleutnant/Oberst       | Eduard von Bonin                          | 14 décembre 1841 au 8 mars 1848       |
| Oberstleutnant              | Friedrich von Waldersee                   | 9 mars au 6 mai 1848                  |
| Oberstleutnant/Oberst       | Friedrich von Waldersee                   | 7 mai 1848 au 26 décembre 1849        |
| Oberst                      | Ludwig von Rauchhaupt                     | 27 décembre 1849 au 12 octobre 1854   |
| Oberst                      | Hans Paulus Herwarth von Bittenfeld       | 26 octobre 1854 au 13 août 1856       |
| Oberst                      | Heinrich Adolf von Zastrow                | 14 août 1856 au 7 juillet 1858        |
| Oberst                      | Louis d'Alvensleben (de)                  | 8 juillet 1858 au 15 janvier 1859     |
| Oberstleutnant/Oberst       | Friedrich von Clausewitz                  | 3 août 1858 au 17 janvier 1859        |
| Oberst                      | Friedrich von Clausewitz                  | 18 janvier 1859 au 19 septembre 1861  |
| Oberst                      | Constantin von Alvensleben                | 20 septembre 1861 au 24 juin 1864     |
| Oberst                      | Hermann von Tresckow                      | 25 juin 1864 au 17 avril 1865         |
| Oberst                      | Rudolph Otto von Budritzki                | 18 avril 1865 au 19 mai 1866          |
| Oberst                      | Otto Knappe von Knappstädt                | 20 mai 1866 au 17 juillet 1870        |
| Oberst                      | Barnim von Zeuner                         | 18 juillet 1870 au 1er décembre 1873  |
| Oberst                      | Botho von Wussow (de)                     | 2 décembre 1873 au 31 octobre 1879    |
| Oberst                      | Hugo von Winterfeld                       | 1. November 1879 au 19 septembre 1881 |
| Oberst                      | Hans von Kaltenborn-Stachau               | 20 septembre 1881 au 21 mars 1884     |
| Oberst                      | Rudolph von Unruhe (de)                   | 22 mars 1884 au 11 janvier 1886       |
| Oberst                      | Benno von Henninges (de)                  | 12 janvier 1886 au 18 septembre 1888  |
| Oberst                      | Hermann von Rauchhaupt                    | 19 septembre 1888 au 26 janvier 1890  |
| Oberstleutnant              | Ernst von Bülow                           | 27 janvier au 23 mars 1890            |
| Oberst                      | Ernst von Bülow                           | 24 mars 1890 au 17 avril 1893         |
| Oberst                      | Georg von Sausin de Montanières           | 18 avril 1893 au 11 septembre 1896    |
| Oberst                      | Helmuth Johannes Ludwig von Moltke        | 12 septembre 1896 au 24 mars 1899     |
| Oberst                      | Reinhard von Scheffer-Boyadel             | 25 mars 1899 au 17 avril 1901         |
| Oberstleutnant              | Dedo von Schenck                          | 18 avril au 17 mai 1901               |
| Oberst                      | Dedo von Schenck                          | 18 mai 1901 au 26 janvier 1905        |
| Oberst                      | Otto von Plüskow                          | 27 janvier 1905 au 1er mai 1908       |
| Oberst                      | August von Bauer                          | 2 mai au 26 octobre 1908              |
| Oberstleutnant              | Friedrich von Kleist                      | 27 octobre 1908 au 19 avril 1909      |
| Oberst                      | Friedrich von Kleist                      | 20 avril 1909 au 21 mars 1910         |
| Oberst                      | Hans Schach von Wittenau                  | 22 mars 1910 au 3 juillet 1913        |
| Oberst                      | Bernhard Finck von Finckenstein           | 4 juillet 1913 au 9 septembre 1914    |
| Major                       | Linker                                    | 10 au 19 septembre 1914               |
| Major                       | Walter Kortegarn (de)                     | 19 septembre au 6 octobre 1914        |
| Oberst                      | Alexis von Stein-Liebenstein zu Barchfeld | 28 décembre 1914 au 2 janvier 1917    |
| Oberst                      | Hans Kundt                                | 3 janvier 1917 au 1er mars 1918       |
| Major                       | Fritz von Wedekind                        | 1er mars 1918 au 19 janvier 1919      |
| Oberst                      | Hans Kundt                                | 20 janvier 1919 à la dissolution      |

## Uniforme

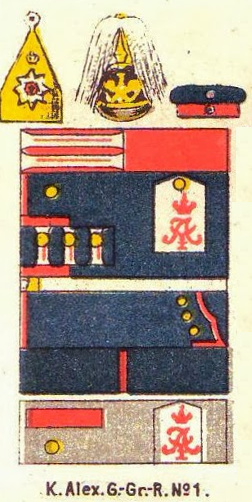
Représentation schématique de l'uniforme (1890)

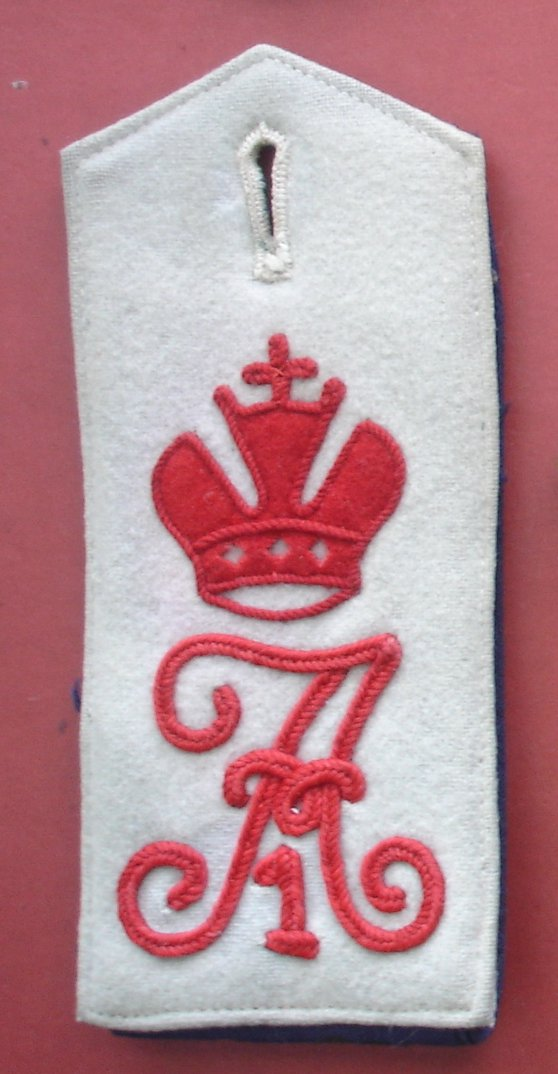
Épaulette avec signature

Le régiment d'Alexandre porte une jupe bleue avec un col rouge ponceau, les épaulettes sont blanches avec un nom de cordon rouge (orné d'un latin «A» sous une couronne de tsar, dont un arabe 1). Les tuniques ont des revers de Brandebourg avec des rabats bleu foncé et trois brins horizontaux. L'aigle de garde avec une étoile était porté sur le casque; Un panache blanc est mis pour les parades, le bataillon de fusiliers enfile un panache noir. Les hoboists du régiment (musiciens militaires) portent un casque à panache rouge.
À partir du 18 janvier 1834, le régiment est autorisé à mettre les tresses de garde sur le col des hommes (les officiers ont une broderie depuis sa construction). Depuis le 22 mars 1874 et le 14 avril 1874 respectivement, broderies ou tresses sont sur les rabats des manches.
En mars 1894, le régiment reçoit les casquettes de grenadier de l'Empereur, qui ont été auparavant attribuées au 1er régiment de la Garde. En 1824, ces casquettes de grenadier sont attribuées par le tsar Alexandre 1er au 1er régiment de la Garde. Les chapeaux du régiment de gardes du corps russe "Pavlov" ont servi de modèle; seul le gaufrage du capuchon en laiton est différent: ici c'est l'étoile de l'Ordre de l'Aigle noir et au-dessus la couronne royale prussienne, pour les équipes en métal blanc, pour les officiers en argent.
Lorsque le régiment défile pour la première fois devant l'empereur le 14 mars 1894, portant les nouvelles casquettes, il donne l'allocution suivante:« Ich habe euch diese Grenadier-Mützen gegeben als ein Zeichen des Dankes für die bisherige stramme Haltung des Regiments, für die hervorragenden Leistungen im Kriege und für mein Haus, und auch aus dem Grunde, weil das Regiment Alexander fast nur aus Grenadier-Bataillonen der alten Friederizianischen Armee zusammengesetzt ist … » Guillaume II
En guise de décoration et de souvenir, les 7e et 8e compagnies portent, à partir du 13 décembre 1842, un gland de sabre avec une sangle de cuir juchten sur le bras latéral, comme il a été donné aux grenadiers du 5e régiment d'infanterie von Schöning pour la bataille de Cassano.

## Monuments
Au cimetière de garnison de Columbiadamm à Berlin-Neukölln, il y a un mémorial aux soldats tombés du régiment. Le mémorial est à cet endroit depuis 1957 (auparavant à Berlin-Hasenheide), l'artiste est Kurt Kluge (de). Le mémorial montre un soldat agenouillé, tête nue, Eberhard Freiherr von der Recke von dem Horst tombé à la bataille de la Marne le 8 septembre 1914 et ami de Kluge, tenant un drapeau au moment de sa mort. Sur les côtés, le nom du régiment

Dans le jardin de la ressource (mess des officiers), il y a un mémorial avec un canon capturé lors des combats de rue de Dresde à la mémoire de ceux qui sont tombés en mai 1849. À Amanvillers, en Lorraine, il y a un mémorial pour commémorer les morts de Saint-Privat et dans l'église de la garnison de Berlin sur la Neue Friedrichstrasse, il y a une plaque commémorative pour les morts du régiment.

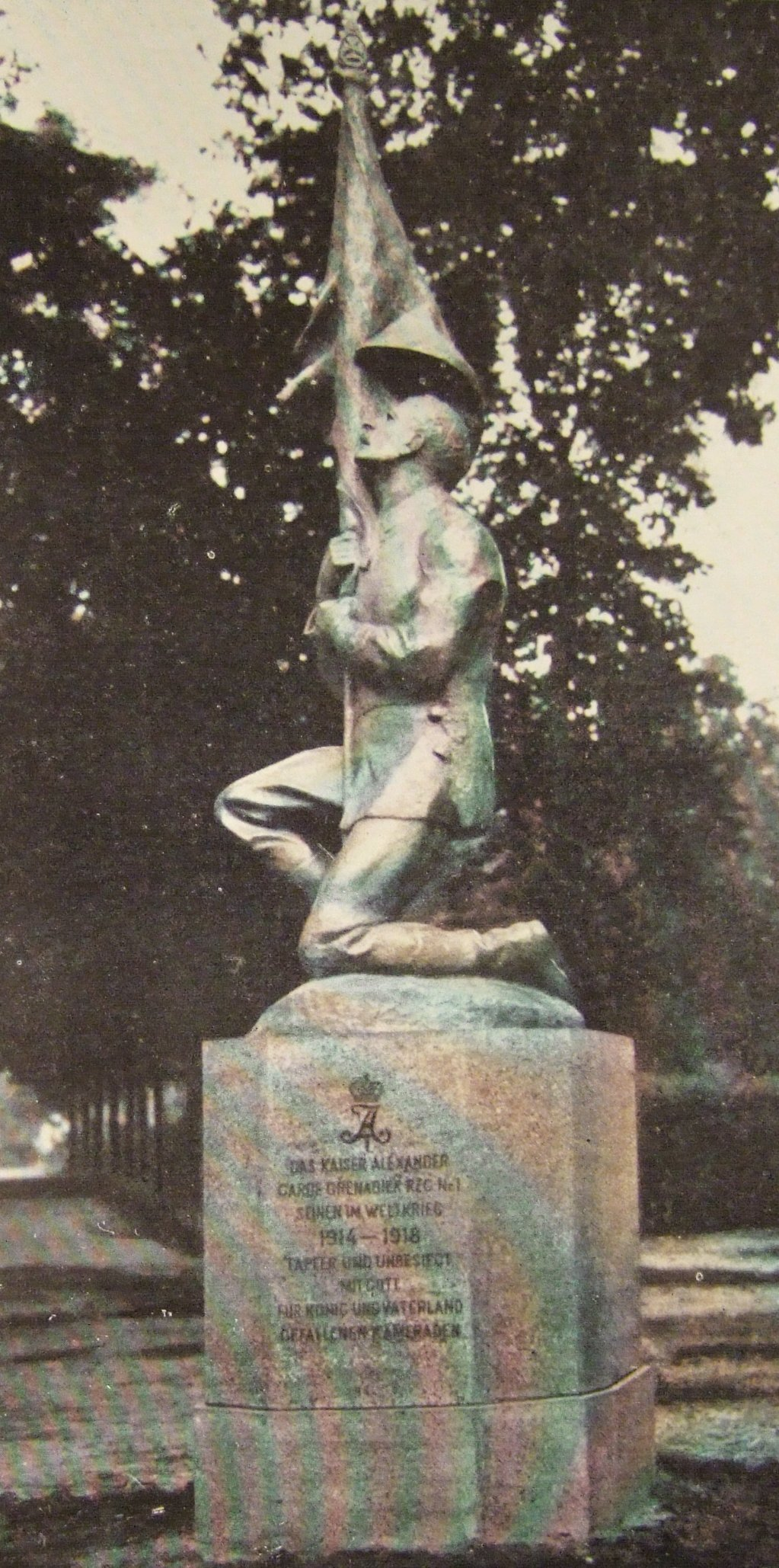
Monument sur l'ancien site de Hasenheide
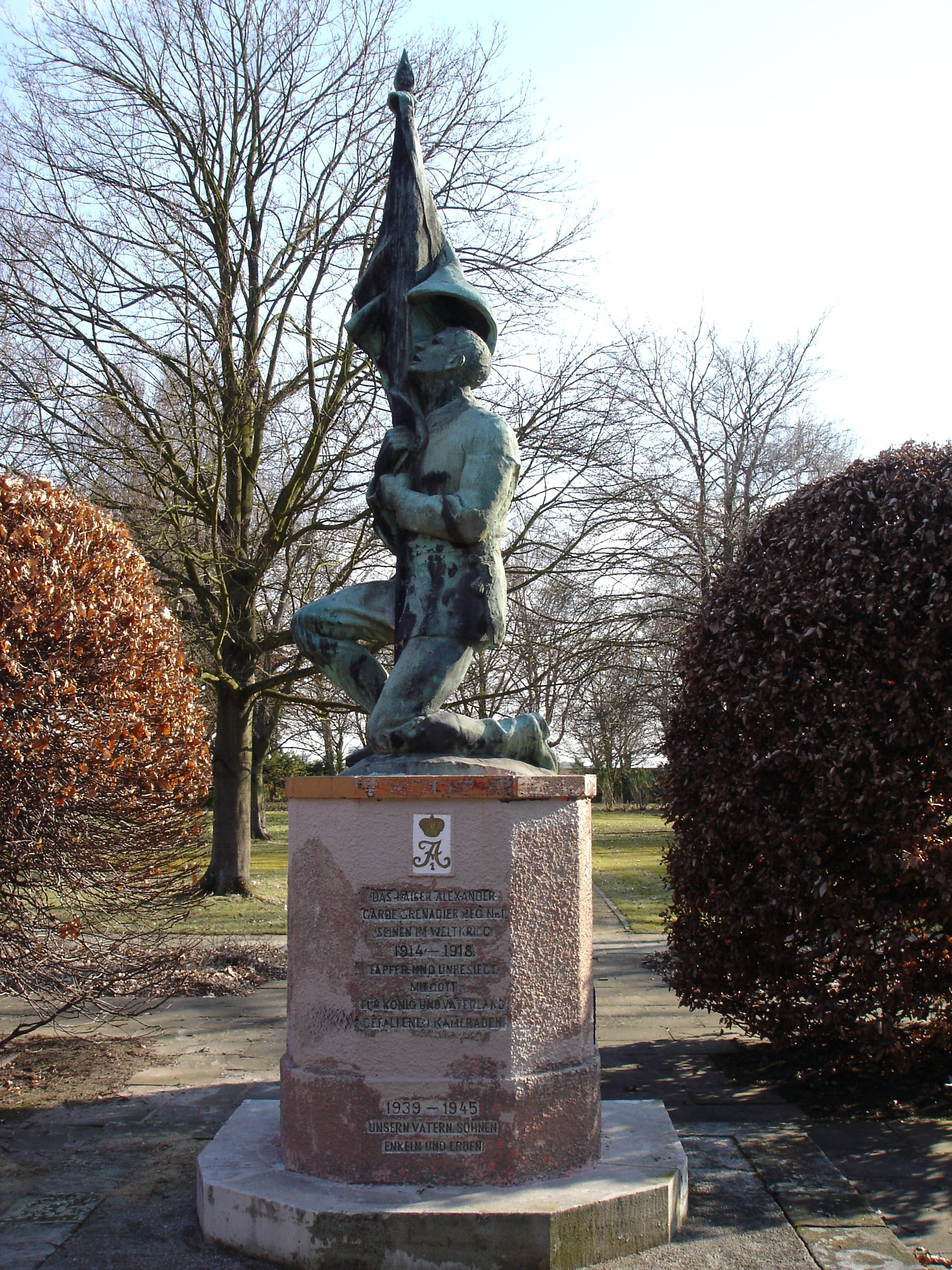
Mémorial au nouvel emplacement du cimetière de Columbiadamm
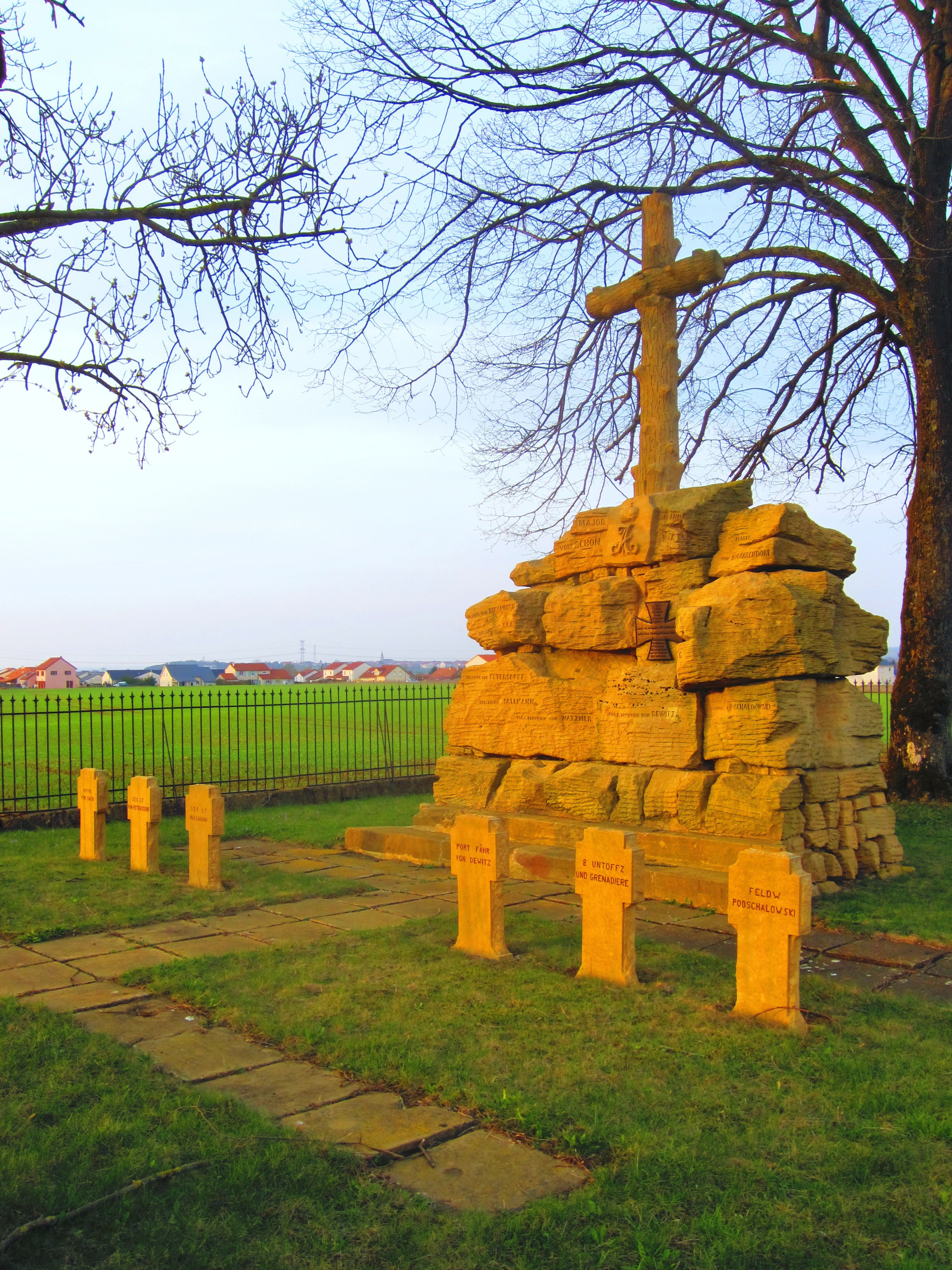
Monument d'Amanvillers
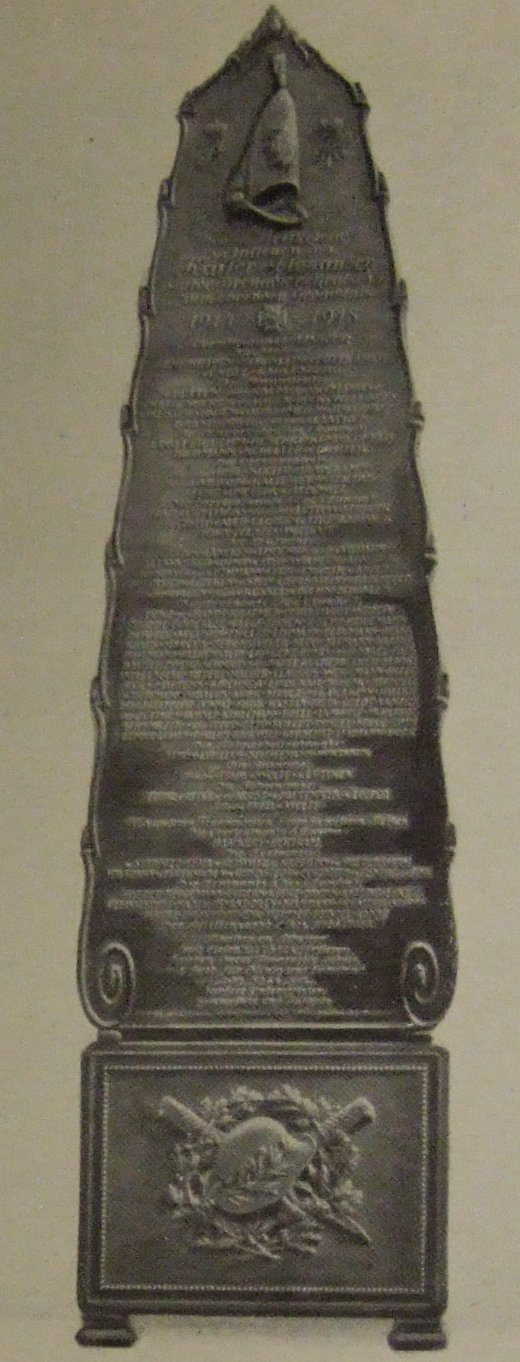
Plaque commémorative dans l'église de la garnison de Berlin

## Exemples des symboles du régiment

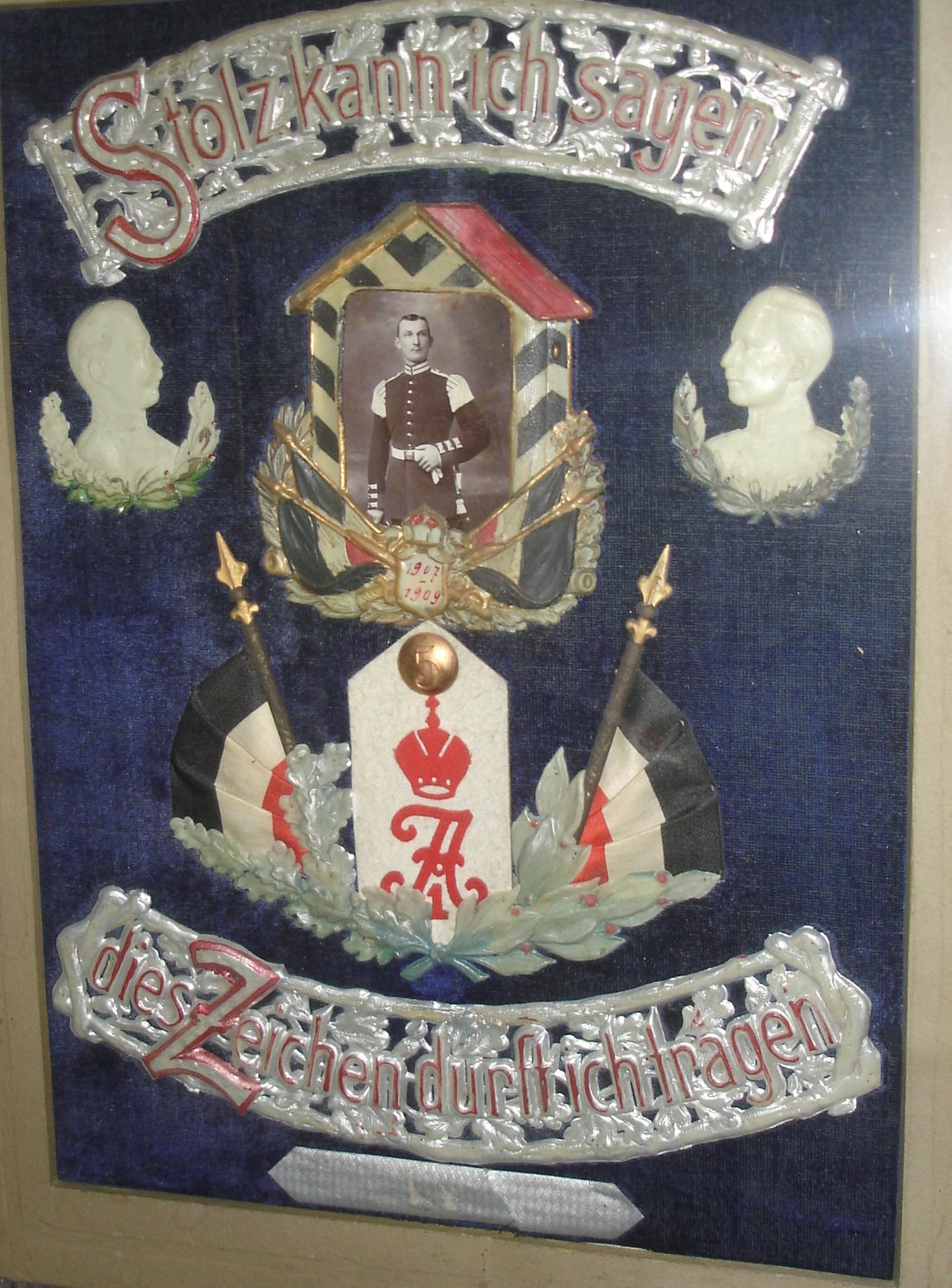
Image du réserviste
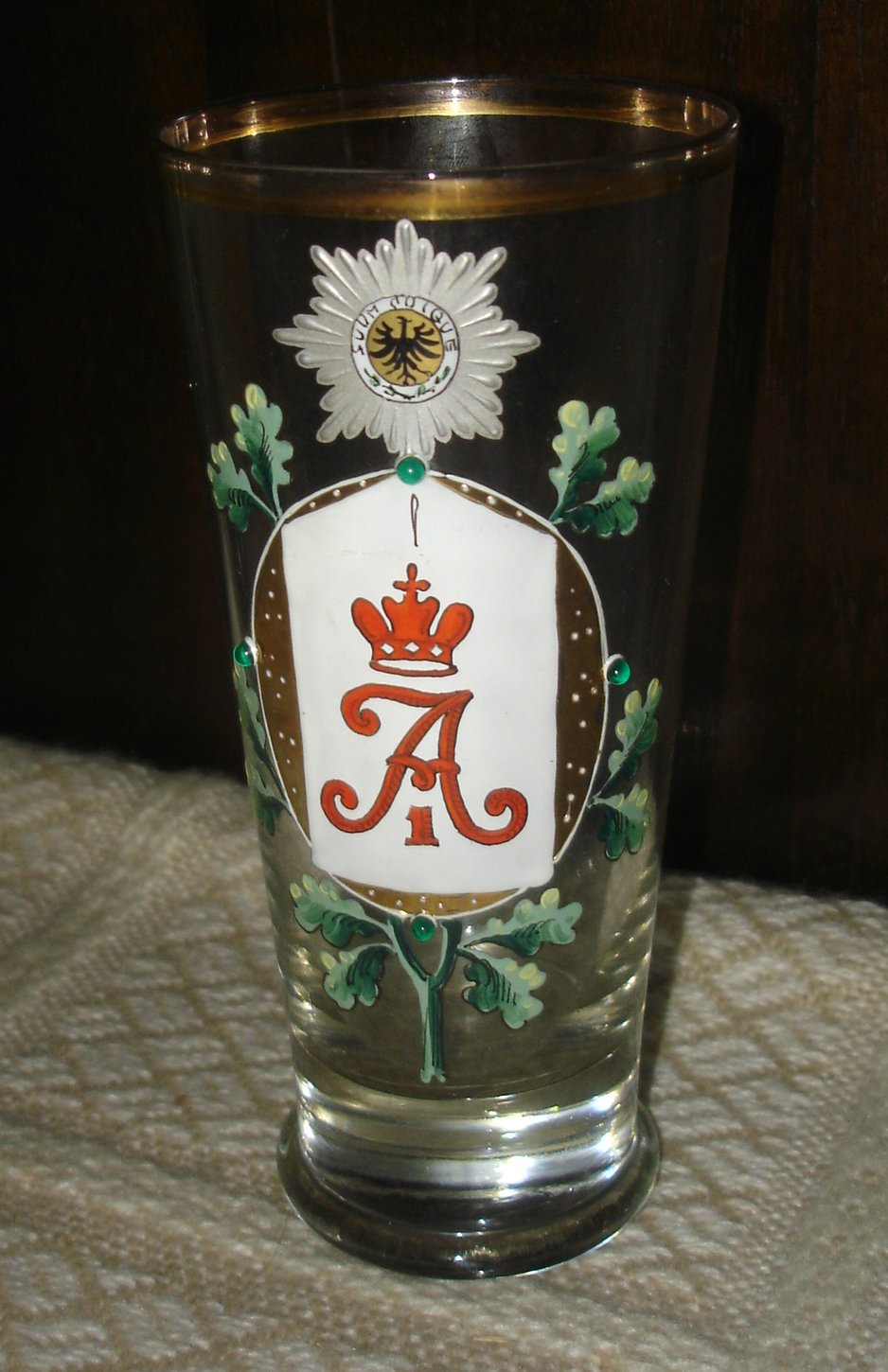
Coupe en verre
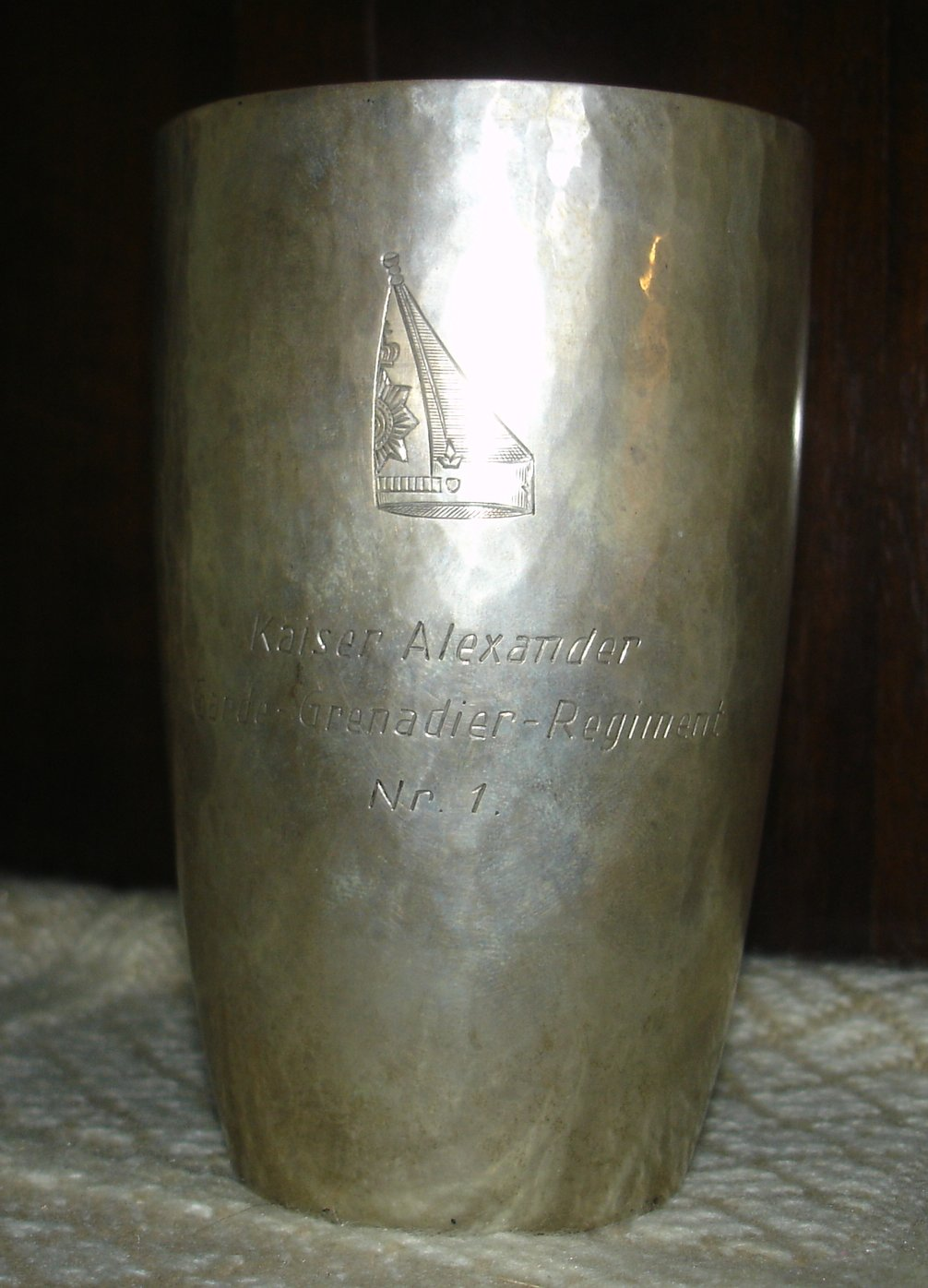
Mug en argent avec gravure